# Włodzimierz Brzeziński
Włodzimierz Brzeziński (ur. 11 maja 1929 w Bydgoszczy, zm. 22 sierpnia 2004 w Czaplinku) – polski nauczyciel wychowania muzycznego i wychowania fizycznego (głównie dzieci specjalnej troski), nauczyciel akademicki WSP w Szczecinie i dyrektor Instytutu Kultury Fizycznej Uniwersytetu Szczecińskiego, społecznik, organizator sportu i wypoczynku młodzieży, trener piłki ręcznej i koszykówki.

## Życiorys

### Dzieciństwo i edukacja
Urodził się w Bydgoszczy 11 maja 1929 roku jako drugie dziecko Julianny (z domu Jasińskiej) i Franciszka Brzezińskich (miał starszą siostrę, Bogumiłę). Ojciec był pracownikiem bankowym oraz naczelnikiem Bydgoskiego Towarzystwa Wioślarskiego, zawodnikiem i trenerem. Matka  zmarła wkrótce z powodu choroby nowotworowej, co zapisało się boleśnie w pamięci syna, mimo że wówczas miał zaledwie rok życia. Dzieci zostały pod opieką 33-letniego ojca, który zabierał je na wszystkie treningi, obozy i zawody sportowe (koledzy nadali mu wówczas pseudonim „Tata”, nawiązując do nieustannych nawoływań córki i syna).
Włodzimierz naukę rozpoczął we wrześniu 1936 roku w Siedmioklasowej Publicznej
Szkole Powszechnej im. Tadeusza Kościuszki (zob. Plac Kościeleckich 8 w Bydgoszczy). W chwili wybuchu II wojny światowej (wrzesień 1939) miał rozpocząć czwartą klasę. Po wojnie, w roku 1946, zakończył podstawową edukację w trybie przyśpieszonym (jako 17-latek) i zapisał się do bydgoskiego Liceum Pedagogicznego, w którym najbardziej interesowały go przedmioty: „ćwiczenia cielesne”, „śpiew łącznie z chórem” i „gra instrumentalna na fortepianie”. Zdając maturę w roku 1950 grał na fortepianie, akordeonie i gitarze. Planował studia na AWF w Warszawie, jednak nie otrzymał rekomendacji szkolnej organizacji ZMP. Dostał nakaz pracy na Ziemiach Odzyskanych, w województwie szczecińskim.

### Praca zawodowa
Włodzimierz Brzeziński pracował w szkołach i placówkach szczecińskiego kuratorium oświaty w latach:
- 1950–1953 – w Nowogardzie
- 1953–1974 (z przerwami[a]) – w polickich ośrodkach opiekuńczo-wychowawczych i szkołach
- 1974–1978 – w Podgrodziu (Nowe Warpno)

W następnych latach (1978–1994) był nauczycielem akademickim w szczecińskiej WSP i Uniwersytecie Szczecińskim.
Był zawodowo aktywny również po przejściu na emeryturę (1994), do dnia niespodziewanej śmierci w Czaplinku na Pojezierzu Drawskim, gdzie uczestniczył w obozie studentów Instytutu Kultury Fizycznej US.

#### Nowogard
W roku szkolnym 1950/1951 zaczął pracować jako nauczyciel WF i muzyki w Państwowym Gimnazjum i Liceum w Nowogardzie (zob. lista szkół w Nowogardzie). W szkole organizował uczniowskie zespoły muzyczne, występujące na wieczornicach i okolicznościowych akademiach. Skończył kursy umożliwiające uzyskanie kwalifikacji sędziego sportowego w gimnastyce i lekkoatletyce oraz trenera koszykówki. We wrześniu 1953 roku złożył, na AWF w Warszawie, egzamin państwowy w dziedzinie wychowania fizycznego, uzyskując dyplom nauczyciela szkół średnich ogólnokształcących i zakładów kształcenia nauczycieli (tytuł otrzymywany po wyższych studiach zawodowych).

#### Police

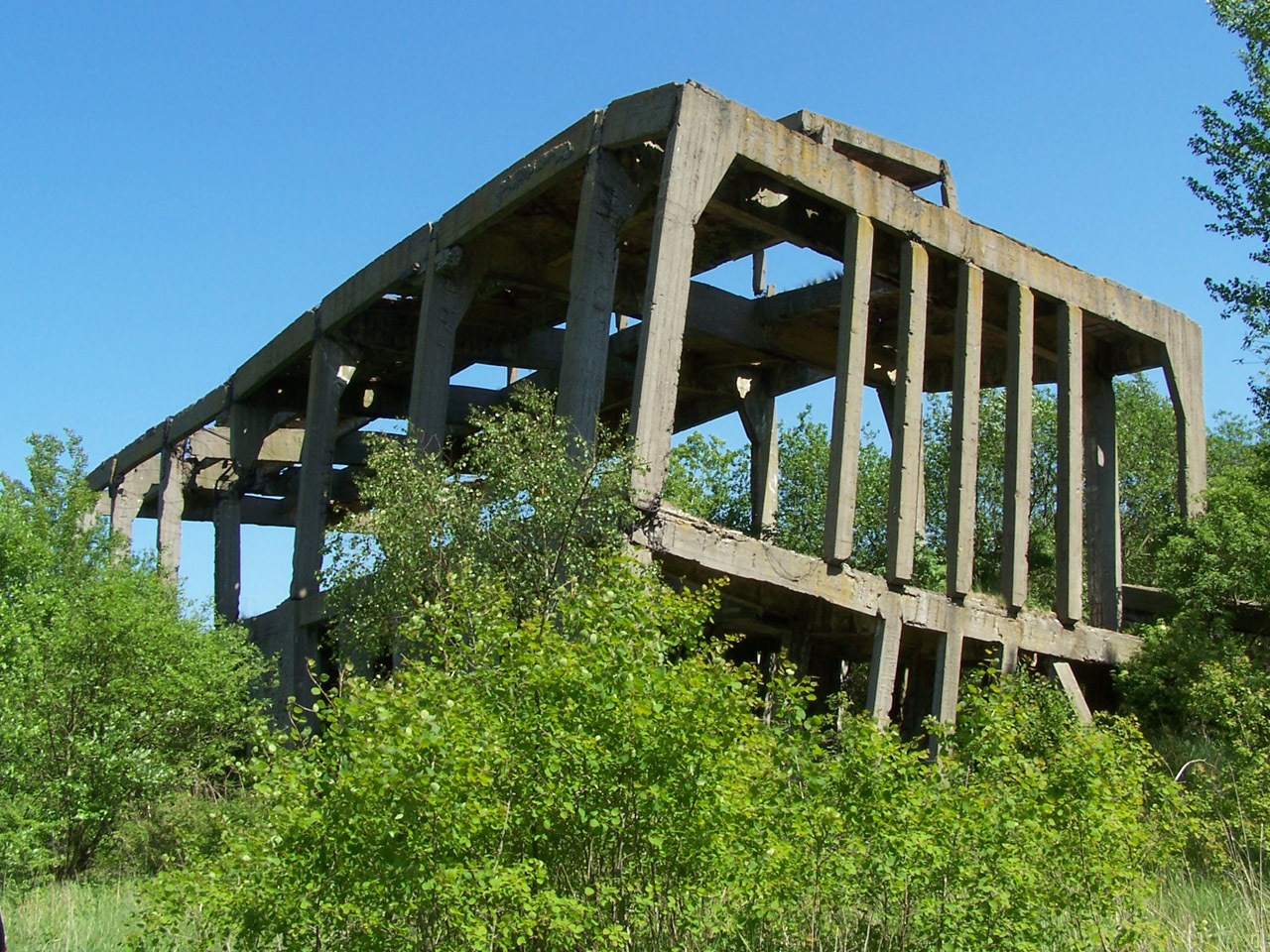
Ruiny fabryki benzyny syntetycznej w Policach – miejsce wycieczek dzieci z POW

W kwietniu 1953 roku został przeniesiony w trybie nagłym (zob. uwaga d w  „Rodzinny Dom Dziecka Dowlaszów”) do Polic, na stanowisko organizatora sportu w Państwowym Ośrodku Wychowawczym (POW) dla małych emigrantów z Grecji i Macedonii (zob. uwaga d w  „Rodzinny Dom Dziecka Dowlaszów”). W skład POW wchodziło wówczas 12 domów dziecka, w których mieszkało ok. 1200 dzieci w różnym wieku. W Ośrodku zorganizowano szkołę podstawową, przedszkole i żłobek oraz place zabaw, basen kąpielowy itp. W otoczeniu znajdowały się – otoczone Puszczą Wkrzańską – zrujnowane tereny pofabryczne (zob. fabryka benzyny syntetycznej w Policach i Enklawa Policka).
Nowy młody nauczyciel i wychowawca (miał 24 lata) szybko nawiązywał serdeczny kontakt z dziećmi pozbawionymi rodzinnej opieki. Pomoc dzieciom, znajdującym się w trudnych sytuacjach życiowych, stała się głównym celem dalszej pracy zawodowej. Po zakończeniu „akcji greckiej” (1956) otrzymał stanowisko nauczyciela w Szkole Podstawowej nr 4 i funkcję kuratoryjnego wizytatora-metodyka w zakresie wychowania fizycznego. 
Jeden z jego wychowanków, Zbigniew Włodarczyk, wspominał po latach:

W szkole była mieszanina dzieci z Polic, Trzeszczyna, Jasienicy oraz Greków. Ta szkoła była tak prężna w swym działaniu, że nie było czasu na nudy. Jak wracało się po lekcjach, jadło obiad, odrabiało lekcje, to zaraz z powrotem leciało się do szkoły, bo tam czekały na nas różne zajęcia: floret, nauka szermierki, treningi lekkoatletyczne, zawody piłki ręcznej, spartakiady organizowane przez Włodzimierza Brzezińskiego i dyrektora szkoły Stanisława Misiaczka. Ciągle coś się dzieło i to nas integrowało …

Działał społecznie w lokalnym środowisku. Był współzałożycielem i kierownikiem polickiego Klubu Nauczycielskiego, organizował Turnieje Polickich Rodzin, reżyserował widowiska publicystyczno-teatralne, takie jak „Dziecko oskarża” lub „Wszyscy jesteśmy sędziami” (popularyzowane przez Polskie Radio). Jego wychowankowie z  polickich szkół („podstawówki” i polickiego Liceum Ogólnokształcącego) zdobywali liczne trofea sportowe; opiekował się dziecięcymi i młodzieżowymi zespołami artystycznymi. Pierwsze spektakle odbywały się w baraku położonym między szkołą i dziecięcym osiedlem mieszkaniowym, który pełnił funkcję sali widowiskowo-kinowej, oraz w Klubie Nauczycielskim).
Równocześnie uzupełniał własne kwalifikacje zawodowe – w roku 1967 uzyskał w AWF tytuł magistra na podstawie pracy nt. Przyczynek do badań nad wychowaniem dzieci i młodzieży pozbawionej domu rodzinnego.

#### Podgrodzie

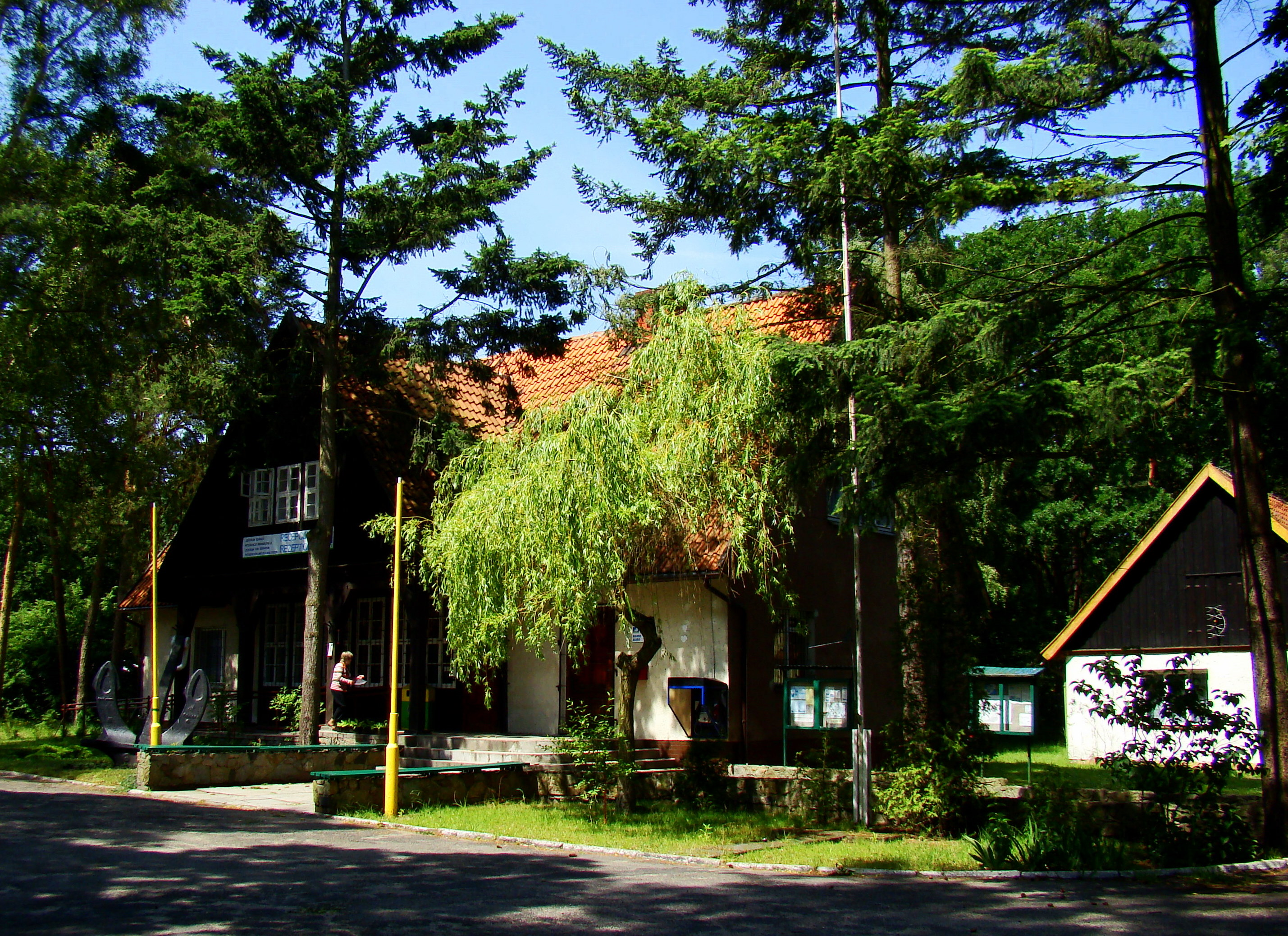
Domki osiedla w Podgrodziu (2009), byłej Republice Dziecięcej (1952–1973)

W latach 1974–1978 Włodzimierz Brzeziński był zastępcą dyrektora ds. pedagogicznych w Państwowym Zespole Domów Młodzieżowych w Podgrodziu, który utworzono na terenie byłej „Republiki Dziecięcej” (utworzonej w roku 1952 na wzór Arteku i działającej do roku 1973). W placówce umieszczano pozbawione opieki rodzicielskiej dzieci i młodzież w wieku od 3 do 18 lat. Część wychowanków należała do tzw. młodzieży trudnej, która już zetknęła się z wymiarem sprawiedliwości, wymagała resocjalizacji. W Podgrodziu starano się im stworzyć warunki podobne do występujących w naturalnych zbiorowości społecznych. Zwracano uwagę na znaczenie wzajemnego zaufania wychowawców i wychowanków. Włodzimierz Brzeziński wykorzystywał możliwości, jakie daje uprawianie sportu i turystyki. Osiągnięcia w tym zakresie stały się częścią materiału badawczego, przedstawionego w rozprawie doktorskiej pt. Rola wychowania fizycznego, sportu i turystyki w procesie resocjalizacji dzieci i młodzieży pozbawionej opieki domu rodzinnego. Stopień doktora nauk wychowania fizycznego otrzymał w AWF w roku 1977.

#### Szczecińskie uczelnie
W roku 1978 został zatrudniony na stanowisku adiunkta w Wyższej Szkole Pedagogicznej w Szczecinie, na Wydziale Wychowania Fizycznego (w latach 1982–1984 pełnił funkcję prodziekana). Po powołaniu w roku 1985 Uniwersytetu Szczecińskiego, pracował w Instytucie Kultury Fizycznej. Prowadził wykłady „Wychowanie fizyczne specjalne” i wypromował kilkudziesięciu magistrów
wychowania fizycznego. Był członkiem senatu uczelni I kadencji. Pełnił funkcję wicedyrektora Instytutu Kultury Fizycznej (1985–1987). Kierował Studium Podyplomowym Wychowania Fizycznego (1987–1989) oraz Zakładem Teorii i Metodyki Wychowania Fizycznego (1987–1994). W roku 1990 Rada Wydziału Wychowania Fizycznego AWF w Warszawie jednomyślnie zaaprobowała wniosek o nadanie mu tytułu docenta kontraktowego, jednak zmiana polskich przepisów uniemożliwiła objęcie tej funkcji.
Kontynuując pracę naukową w dziedzinie pedagogiki specjalnej zamierzał przeprowadzić badania znaczenia rekreacji fizycznej jako środka przeciwdziałającego niedostosowaniu społecznemu osób odbywających kary pozbawienie wolności; opublikował pracę na temat potrzeby przeprowadzenia takiego eksperymentu. Opracowanego programu badawczego nie udało się zrealizować, mimo kilkuletnich starań (stawiane ograniczenia mogły wpłynąć na wyniki badań).

## Działalność społeczna
Społeczna aktywność Włodzimierza Brzezińskiego, którą charakteryzował się od okresu młodości, znajdowała liczne przejawy w późniejszym życiu, łącznie z okresem emerytalnym (po 1994).
Można to było zauważyć już wcześniej, kiedy pełnił funkcję radnego Wojewódzkiej
Rady Narodowej w Szczecinie.
Upowszechniał ruch i ideę olimpijską; należał do założycieli i był aktywnym członkiem Szczecińskiego Klubu Olimpijczyka (od roku 1980 pełnił przez wiele lat funkcję wiceprezesa), m.in. organizował inaugurację Centralnych Dni Olimpijczyka w Szczecinie w roku 1984. Był opiekunem naukowym paraolimpijczyków studiujących na Uniwersytecie Szczecińskim. Społecznie wspierał pracę Ośrodka Szkolno-Wychowawczego dla Dzieci Kalekich w Policach, który otwarto w roku 1959, a od roku 1975 działał pod kierownictwem twórcy rehabilitacji w Ośrodku – Edwarda Jędrucha (był wspomagany przez prof. Tomasza Żuka). Współpracował z polickimi domami dziecka, Ośrodkiem Opiekuńczym dla Dzieci i Młodzieży w Szczecinie i innymi placówkami. Brał udział w studenckich obozach sportowych, w czasie których m.in. kierował przygotowaniami programów artystycznych, które zachwycały profesjonalną reżyserią i wysokim poziomem wykonania.

## Publikacje
Jest autorem kilkudziesięciu prac, które wydawano od roku 1956, głównie w czasopismach nauczycielskich. Dotyczyły one m.in. praktycznej strony realizacji lekcji wychowania fizycznego, jego związków z wychowaniem ogólnym, lub problemom kultury w środowiskach nauczycielskich; 56 prac dotyczy wychowania fizycznego dzieci specjalnej troski, w tym książki:
- Zainteresowanie wychowaniem fizycznym, sportem i turystyką dzieci i młodzieży specjalnej troski
- Wychowanie fizyczne specjalne, cz, 1–3, 1990–1991 (cz. 3 z Edwardem Jędruchem)

cz. 1 – Resocjalizacja dzieci i młodzieży niedostosowanej społecznie ISBN 83-87341-78-9
cz. 2 – Rewalidacja dzieci i młodzieży upośledzonej umysłowo ISBN 83-7241-003-8
cz. 3 – Rewalidacja dzieci i młodzieży niepełnosprawnej ISBN 83-7241-004-6
- Rozmyślania o wychowaniu fizycznym, 1999 ISBN 83-7241-009-7

Obserwacje i przemyślenia dotyczące okresu pracy w Policach zawarł m.in. w książkach:
- Dzieci z Puszczy Wkrzańskiej 2001 ISBN 83-86627-26-3, ISBN 978-83-86627-26-4
- Byłem Grekiem. Wspomnienia wychowawcy dzieci greckich i macedońskich, Police 1953–1963 2000 ISBN	ISBN 83-86627-51-4, ISBN 978-83-86627-51-6
- Laur olimpijski z Puszczy Wkrzańskiej, 2004 (z: E. Jędruchem i J. Chmielewskim) ISBN 83-916431-0-7, ISBN 978-83-916431-0-5

## Wyróżnienie i wspomnienia
- 1975 – nagroda I stopnia Ministra Oświaty i Wychowania[3]
- 1984 – honorowa Złota Odznaka za działalność na rzecz ruchu olimpijskiego od Polskiego Komitetu Olimpijskiego; specjalne pisemne podziękowanie Wojewody Szczecińskiego za wzorową organizację inauguracji Centralnych Dni Olimpijczyka (Szczecin)[3]
- 1997 – „Brzdąc” odznaka przyznawana przez szczecińską kapitułę dziecięcą[3][15]

Marek Łyskawa, współpracownik Włodzimierza Brzezińskiego w US (m.in. współautor publikacji), swoje wspomnienie, opublikowane w uniwersyteckich Zeszytach Naukowych, zakończył:

Włodzimierz Brzeziński był kawalerem szeregu odznaczeń i laureatem wielu nagród. Wszystko to jednak zeszło na dalszy plan wobec słów burmistrza Polic, rozpoczynającego przemówienie pożegnalne nad Jego trumną: „Chowamy
dzisiaj człowieka niezwykłego …”

Po ponad dziesięciu latach od tej chwili Zbigniew „Bitels” Włodarczyk mówił w czasie wywiadu, zatytułowanego Najlepsze lata dzieciństwa - wiadomo, w Policach...: 

Wdzięczny jestem panu Włodzimierzowi Brzezińskiemu, który zaszczepiał w nas zainteresowanie muzyką i sportem.
To był złoty człowiek.

## Życie rodzinne
Ożenił się w roku 1956 z nauczycielką z polickiego Państwowego Ośrodka Wychowawczego. Włodzimierz i Halina Brzezińscy byli małżeństwem do śmierci Włodzimierza. Mieli dwóch synów, Andrzeja i Marka.